# Galaytchilar (Agdam)
Galaytchilar est un village de la région d'Agdam en Azerbaïdjan.

## Histoire
En 1992-2020, Galaytchilar était sous le contrôle des forces armées arméniennes. Le 20 novembre 2020, la région d'Agdam, y compris le village de Galaytchilar a été rétrocédée à l'Azerbaïdjan conformément aux termes de la Déclaration tripartite du 10 novembre 2020, signée par les présidents azerbaïdjanais et russe et le premier ministre arménien.

## Culture
Avant l'occupation iI y avait 2 épiceries, des écoles secondaires et primaires, un centre médical, une bibliothèque, un club et une école maternelle dans le village.

## Population
Selon les statistiques de 1993, la population du village est de 1476 personnes.

## Économie
La principale occupation de la population est l'élevage et céréaliculture.